# Quixila de Narbona
Quixila foi supostamente um vidama de Narbona, no início do século IX. A sua existência é indicada pela Grande Enciclopédia Catalã, que afirma que teria sido registrado no ano de 802 e o coloca como primeiro vidama conhecido da região. Outras reconstituições ignoram a sua existência e optam por assumir que o primeiro vidama foi um oficial anônimo registrado em 791-792. Seja como for, o vidama subsequente que se tem registro é Agilberto.